# Streets of Rage Remake
Streets of Rage Remake es un fangame de la desarrolladora de videojuegos independiente Bombergames desde el año 2003, se trata de un remake de la franquicia original del videojuego beat 'em up Streets of Rage de Sega, popular entre los años 1990, incluyendo mejoras gráficas y nuevas características a diferencia de la saga original, entre la inclusión de nuevos escenarios, personajes, música remezclada, modos de juego o incluso una tienda donde desbloquear extras.
También incluye una importante característica, llamada SorMaker, que permite al usuario diseñar, crear y editar sus propios niveles y por último un editor de paletas. Ambos son ejecutables aparte del juego.
El 21 de abril de 2011 y tras siete años de desarrollo, se completó la versión final del juego, la 5.0. Tras diversas polémicas, Sega América, filial continental de Sega, prohibió los enlaces de descarga del sitio web oficial de Bomber, pero esto no impidió que se pudiera descargar por otros servidores.

## Características
- Tiempos de animación,[8] posicionamiento de animaciones, respuesta de controles, desplazamientos X/Y/Z y físicas cercanas a los originales en todos los movimientos de todos personajes y enemigos
- 64 módulos de inteligencia artificial, para dar representación a la forma de andar y las reacciones de cada uno de los enemigos
- Sistema de colisiones y daños con datos precisos
- Sistema de puntuaciones basado en Streets of Rage 2
- Sistema de agarres y volteretas mejorado
- Función de autoguardado de datos y savestates, para que el jugador pueda continuar la partida desde el mismo punto
- Predicción de recursos, para acelerar tiempos de carga
- Cabe decir que todas las funciones de todas las entregas de la saga están emuladas
- El menú cuenta con más de 30 opciones configurables.
- Sistema de incremento estrellas y un medidor (propio de Streets of Rage 3)
- Acciones extendidas para un mando de 6 botones
- Nuevas armas y especiales con armas
- Llamada a la policía (función que sólo estaba disponible en la primera entrega de la saga original Streets of Rage)
- Tienda (en esta se pueden desbloquear características, desde el uso ilimitado de armas de fuego hasta la posibilidad de usar un sable de luz, popular de la clásica saga cinematográfica Star Wars)
- Música remezclada (sea nueva o de las anteriores entregas de la saga, con un total de 83 pistas)
- Un total de 103 fases (contando cada escenario)

### Nuevos personajes
Cuenta este juego con la inclusión de nuevos personajes, desbloqueables en la tienda, sumando a los que ya están por defecto (Axel, Blaze, Adam, Skate, Dr. Zan, Ash, Max, Roo y Shiva) al final se tienen un total de 12 personajes a poder elegir. A continuación se muestran los personajes que son nuevos o no eran jugables en las entregas originales:
Elle: Personaje jugable basada en Electra, con un cabello de color rubio, vestida con un traje de cuero azul, guantes largos, llamativas botas y medias en forma de red. Una de los enemigos más populares de Streets of Rage 2, se muestra con la misma ropa de tonalidad azul que esta y usa como arma un látigo cargado de electricidad (se menciona en un extra del juego que perdió el brazo y que se lo puso la misma compañía, conocida como RoboCy, que fabricó al androide cyborg Dr. Zan).
Mr. X: Villano toda la saga, jefe de la organización criminal a la que Axel y todo su equipo luchan con todas sus fuerzas, se puede desbloquear en la tienda al igual que los otros tres personajes, usa como arma la ametralladora que usa en las fases finales.
Hay un dato a destacar de este personaje, que es que cuando el usuario accede a llamar a la policía, esta no viene, y muestra un mensaje en la pantalla: Pretendes que llame a la policía?.
Rudra: Personaje femenino de color pelo oscuro, vestida con un traje negro, una capa, botas de color negro, medias y guantes de red marrones y una hebilla roja en su cabello. Entre sus movimientos se encuentran las patadas voladoras, multiplicarse para atacar o lanzar estrellas ninja. Es un personaje totalmente nuevo, creado desde cero.
También se podría añadir a Ash, mencionado anteriormente, marinero homosexual y uno de los más fuertes guardaespaldas de Mr. X. Pero sí era jugable en la versión japonesa de Streets of Rage 3, conocida como Bare Knuckle III. Este personaje fue censurado en la versión occidental y nisiquiera apareció en la escena del puerto del primer nivel.

### Modos de juego
- Modo batalla
- Modo survival
- Modo asalto
- Modo eventos (16 eventos)
- Modo voleibol
- Modo CPU aliada (1 jugador + CPU)

### SorMaker
Característica desbloqueable que permite al usuario crear, editar y diseñar sus propios niveles, con un máximo permitido de 8 niveles y 16 escenas en cada uno. Para el diseño de escenas, los fanes recomiendan el uso del programa FPG Edit, de la empresa Codemasters. Desde la comunidad del proyecto, se pueden descargar mods hechas por fanes, aumentando así la jugabilidad del juego, cabe destacar que se recomendaba para los principiantes el uso del mod Prototype, un sencillo mod que constaba de 5 fases para que los usuarios puedan coger fluidez a la hora de usar SorMaker, es difícil encontrarlo actualmente en Internet.
Es un ejecutable independiente del juego, para jugar a los mods, se debe acceder a este en el propio videojuego, si es para diseñar uno debe acceder al ejecutable (SorMaker.exe). Lo mismo pasa con el editor de paletas.

## Recepción
La acogida entre los fanes de este juego es especialmente positiva, como una forma de resurrección a una saga que llevaba muerta bastante tiempo. Desde la web de videojuegos Vida Extra, propiedad de WebBlogsSL, cabe citar un fragmento de la mención que hizo el redactor del artículo mostrado en esta referencia: ¡Cuánto tiempo esperando por él hasta verlo finalizado!, en concreto el día 21 de abril de 2011, pocos días después de la salida oficial del videojuego.